# Joe bar team
Joe bar team är en fransk tecknad serie skapad av Christian Debarre (signatureb "bar2"), senare övertagen av Stéphane Deteindre (signatjuren "Fane"). Tre album finns utgivna i Sverige, men totalt finns det sex album utgivna på franska.

## Album
De franska albumen är utgivna på förlaget Vents d'Ouest.
| Album | Utgivningsår | Utgivningsår | Tecknare | Översättning | Svensk utgivare                   |
| Album | Sverige      | Frankrike    | Tecknare | Översättning | Svensk utgivare                   |
| ----- | ------------ | ------------ | -------- | ------------ | --------------------------------- |
| 1     | 1994         | 1990         | bar2     | Bo Rindar    | Mc-Nytt (MediaPress SN AB), Solna |
| 2     | 1997         | 1993         | Fane     | Jan Leek     | Bike (MotoPress AB), Solna        |
| 3     | 1999         | 1995         | Fane     |              |                                   |
| 4     | -            | 1997         | Fane     | -            | -                                 |
| 5     | -            | 2003         | bar2     | -            | -                                 |
| 6     | -            | 2004         | Fane     | -            | -                                 |

## Seriefigurer
Joe - Caféägare som normalt inte kör motorcykel, men ses i några avsnitt på en gammal Moto Guzzi
Nisse Järnet (Édouard Bracame) - Honda CB 750, Honda CB 1000 Big One
Kalle Norton (Jean Manchzeck) - Norton 850 Commando MK1, Triumph 900 Daytona
Sture Vass (Jean-Raoul Ducable) - Kawasaki 750 H2, Suzuki GSX-R 750
Desmo Carburetti (Guido Brasletti) - Ducati 900 SS, gammal och ny version
Gustav "Ge-Ge" Gaas (Jérémie Lapurée) - Harley Davidson 883 Sportstrack
Svenne Sladd (Paul Posichon) - Yamaha XT 600 E
Bert Brännar'n (Pierrot Leghnome) - Yamaha 1200 VMax